# 西鄉星

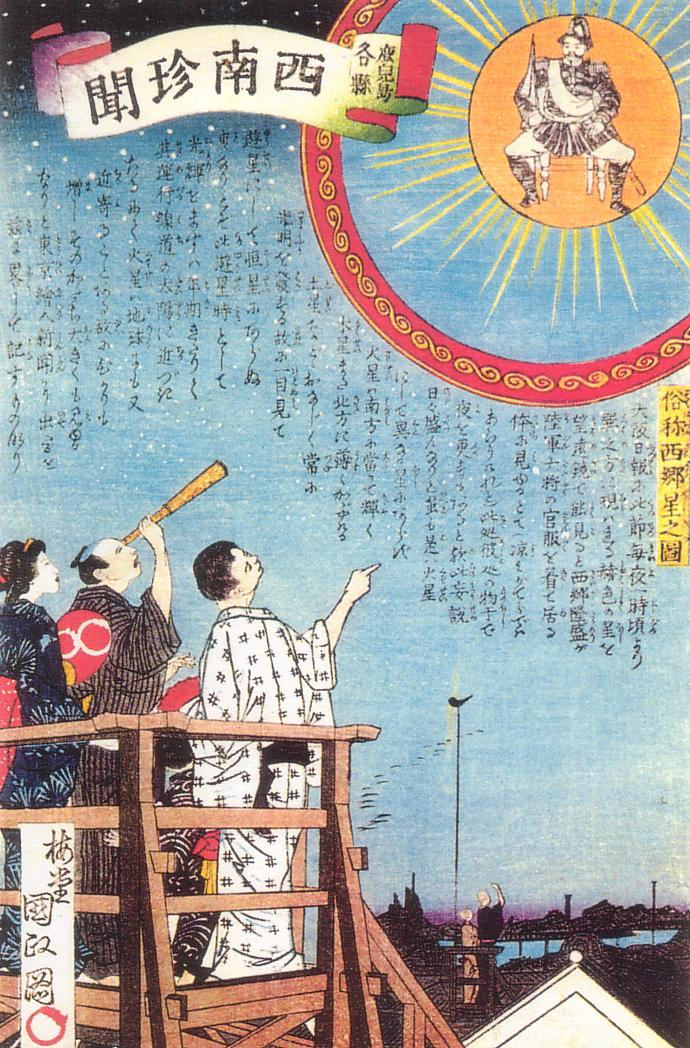
西郷星的浮世繪（画・梅堂国政）

西鄉星（さいごうぼし）是明治10年（1877年）期間，適逢火星大衝，日本民眾景仰西南戰爭中對抗政府的西鄉隆盛，將當時觀察到的超級火星稱呼為「西鄉星」。在1877年8月3日就出現「西鄉星」的新聞報道，「如果用望遠鏡在每晚兩點時觀察天上出現的紅星，就會發現身穿陸軍軍服的西鄉隆盛」，而當時火星最接近地球是在9月3日。之後日本當地出版了好幾款以西鄉星為題材的錦繪，也受到民眾歡迎，愛德華·西維斯特·莫爾斯的日記在9月8日亦有記載其事。
同時期接近火星的土星亦與桐野利秋扯上關係，稱為桐野星（きりのぼし）。